# Rupertininae
Rupertininae es una subfamilia de foraminíferos bentónicos de la familia Victoriellidae, de la superfamilia Planorbulinoidea, del suborden Rotaliina y del orden Rotaliida. Su rango cronoestratigráfico abarca desde el Santoniense (Cretácico superior) hasta la Actualidad.

## Clasificación
Rupertininae incluye a los siguientes géneros:
- Biarritzina
- Haerella †
- Rupertina

Otro género considerado en Rupertininae es:
- Columella, sustituido por Biarritzina